# 元西馬音内駅
元西馬音内駅（もとにしもないえき）は、秋田県雄勝郡羽後町南元西（開業時は旧・雄勝郡元西馬音内村下石地蔵）にあった羽後交通雄勝線（旧・雄勝鉄道）の駅（廃駅）である。雄勝線の部分廃線に伴い1967年（昭和42年）12月1日に廃駅となった。

## 歴史
- 1935年（昭和10年）2月13日：雄勝鉄道西馬音内駅 - 梺駅間延伸開通（雄勝鉄道全通）に伴い開業[1][2][3][4]。
- 1943年（昭和18年）10月16日：交通統合に伴い横荘鉄道の駅となる[2][3]。
- 1944年（昭和19年）6月1日：鉄道会社名を羽後鉄道に改称。路線名を雄勝線に制定。それに伴い羽後鉄道雄勝線の駅となる[1][2][5]。
- 1947年（昭和22年）
  - 7月23日：豪雨による路盤及び橋脚損壊により雄勝線全区間運休、当駅も営業休止となる[3][6]。
  - 8月14日：羽後山田駅 - 梺駅間が復旧、当駅も営業再開となる[3][6]。
- 1952年（昭和27年）2月15日：鉄道会社名を羽後交通に改称。それに伴い羽後交通雄勝線の駅となる[1][2][3][5]。
- 1967年（昭和42年）12月1日：雄勝線の部分廃線に伴い廃止となる[1][2][3][5]。

## 駅構造
廃止時点で、単式ホーム1面1線を有する地上駅であった。ホームは線路の北側（梺方面に向かって右手側）に存在した。転轍機を持たない棒線駅となっていた。
無人駅となっており、駅舎は無いがホーム北側に待合所を有した。

## 駅周辺
集落から南に外れており、周囲は水田であった。
- 秋田県道57号十文字羽後鳥海線 - 現在の状況。

## 駅跡
1995年（平成7年）時点では、水田の中に消滅していた。2010年（平成22年）時点でも同様であった。
また、当駅跡附近の線路跡は1999年（平成11年）時点では何も残っていなかった。

## 隣の駅
羽後交通
雄勝線
西馬音内駅 - 元西馬音内駅 - 梺駅